# Червени очи
„Червени очи“ е нежелан ефект, който се получава често при снимане на хора със светкавица, при което очите на хората излизат червени на снимката. Това е така, защото повърхността на ретината е богата на кръвоносни съдове. Обикновено се получава през нощта или на тъмно, защото на тъмно зеницата на окото е по-широко отворена.
„Червени очи“ при фотоапаратите е предварителна настройка на светкавицата. Използвайки я, апаратът предизвиква няколко предварителни светвания преди да заснеме кадъра, с цел зениците на сниманите да се свият и ефектът, описан по-горе, да се намали. В случай че това не стане или тази опция не е използвана, доста от апаратите вече сами поддържат опция за коригиране на заснети изображения с „червени очи“. Така с едно щракване на подходящото меню вашият фотоапарат може да засече автоматично и да фиксира червените очи от всяка една снимка. По-голямата част от софтуерните разработки, които са насочени към обработката на изображения също поддържат тази възможност за премахване на нежелания ефект.